# I’ll Be Your Baby Tonight
I'll Be Your Baby Tonight – piosenka skomponowana przez Boba Dylana, nagrana przez niego w listopadzie 1967 i wydana na albumie John Wesley Harding.

## Historia i charakter utworu
Piosenka została nagrana na trzeciej i ostatniej sesji do albumu, 21 listopada, w Columbia Music Row Studios w Nashville w stanie Tennessee. Podczas tej sesji nagrano także „Down Along the Cove”, „The Wicked Messenger” i „Dear Landlord”.
Prosta piosenka miłosna w stylu Hanka Williamsa pozbawiona wszelkiej filozofii i symboliki. Jest poświęcona prostej przyjemności życia. Podkreślane to jest spokojną grą Dylana na harmonijce ustnej i sentymentalną grą Drake’a na gitarze stalowej
Razem z „Down Along the Cove” utwór ten zamyka album, tym samym rozjaśniając nieco mroczny, mesjaniczny zbiór piosenek, równoważąc nieco, być może pesymistyczną, wymowę albumu.
Piosenka ta, tak jak i „Down Along the Cove”, zapowiada ton następnego albumu artysty, którym będzie Nashville Skyline.

## Muzycy
- Bob Dylan – gitara, harmonijka, wokal, pianino
- Charlie McCoy – gitara basowa
- Kenneth Buttrey – perkusja
- Pete Drake – gitara stalowa

## Dyskografia
- Bob Dylan's Greatest Hits, Volume II (1971);
- Masterpieces (1978)
- Biograph (1985)
- The Essential Bob Dylan (2000)

## Koncerty, na których Dylan wykonywał utwór
- Począwszy od koncertu na wyspie Wight 1969 r. piosenka była wykonywana prawie na każdym tournée Dylana.

## Wersje innych artystów
- Burl Ives – Times They Are a-Changin' (1968)
- The Hollies – Hollies Sing Dylan (1969)
- Emmylou Harris – Gliding Bird (1969)
- The Brothers Four – Let's Get Together (1969)
- Ray Stevens – Have a Little Talk with Myself (1969)
- José Feliciano – Souled (1969)
- Engelbert Humperdinck – Sweetheart (1969); Greatest Songs (1995); Classic Engelbert Humperdinck (1998)
- Casey Anderson – singiel (1969)
- Georgie Fame – singiel (1969)
- Linda Ronstadt – Hand Sown... Home Grown (1969); Different Drum (1974); Retrospective (1977)
- Jim Kweskin – American Avatar (1969)
- Leapy Lee – Little Arrows (1969)
- The Brothers & Sisters of Los Angeles – Dylan's Gospel (1969)
- Noel Harrison – The Great Electric Experiment (1969)
- Underground All-Stars – Extremely Heavy (1969)
- Ramblin’ Jack Elliott – Bill Durham Sacks and Railroad Tracks (1970); Me & Bobby McGee (1996)
- Lester Flatt i Earl Scruggs – Nashville Airplane (1970); 1964–1969, Plus (1996)
- Gary and Randy Scruggs – All the Way Home (1970)
- Anne Murray – This Is My Way (1970)
- White Lightning – Fresh Air (1970)
- George Baker Selection – Little Green Bag (1971)
- Rita Coolidge – This Lady’s Not for Sale (1972)
- Goldie Hawn – Goldie (1972)
- The Statler Brothers – Sing Country Symphonies  in E Major (1972)
- Uncle Dog – Old Hat (1973)
- Hank Williams Jr. – Living Proof: The MGM Recordings (1974)
- Tracy Nelson – Sweet Soul Music (1975)
- Louisiana Jazz Band – Louisiana Jazz Band (1975)
- Peters and Lee –  Favorites (1975)
- Ray Price – Reunited (1977)
- Graham Bonnet – No Bad Habits (1978)
- Marianne Faithfull – Faithless (1978); Rich Kid Blues (1985)
- Maureen Tucker – Playing Possum (1981)
- Geoff Muldaur – Pottery Pie (1987)
- Sinners – From the Heart Down (1987)
- Robert Palmer – Don't Explain (1990); Very Best of Robert Palmer (1995)
- Michelle Malone – The Times They Are a-Changin' (1992)
- Janglers – Janglers Play Dylan (1992)
- Bobby Darin – As Long As I'm Singing (1993)
- Woodford and Company – Very Best of the Nineties, Volume 5 (1994)
- Sonya Hunter – Finders, Keepers (1995)
- The Ka’au Crater Boys – Valley Style (1995)
- Totte Bergstrom – Totte Bergstrom (1996)
- The Walker Brothers – Collection (1996)
- Bernadette Peters – I'll Be Your Baby Tonight (1996)
- The Bellamy Brothers – Reggae Cowboys  (1998)
- Jimmy LaFave – Trail (1999)
- John P. Hammond na albumie różnych wykonawców Tungled Up in Blues: The Songs of Bob Dylan (1999)
- Rolling Thunder – The Never Ending Rehearsal (2000)
- The Blues Doctor – Backs Bobby Dylan (2001)
- Gail Davies – Gail Davies & Friends Live and Unplugged at the Station Inn (2001)
- Barb Jungr – Every Grain of Sand: Barb Jungr Sings Bob Dylan (2002)
- Norah Jones – Come Away with Me (2003) (bonusowe CD); Greatest Hits (2008)
- Norah Jones na albumie różnych wykonawców Now Love 5 (2003)
- Ian Gillan – Gillan's Inn (2006)